# Garrebourg
Garrebourg är en kommun i departementet Moselle i regionen Grand Est (tidigare regionen Lorraine) i nordöstra Frankrike. Kommunen ligger i kantonen Phalsbourg som tillhör arrondissementet Sarrebourg. År 2022 hade Garrebourg 486 invånare.

## Befolkningsutveckling
Antalet invånare i kommunen Garrebourg
| Referens: INSEE |